# Leonore

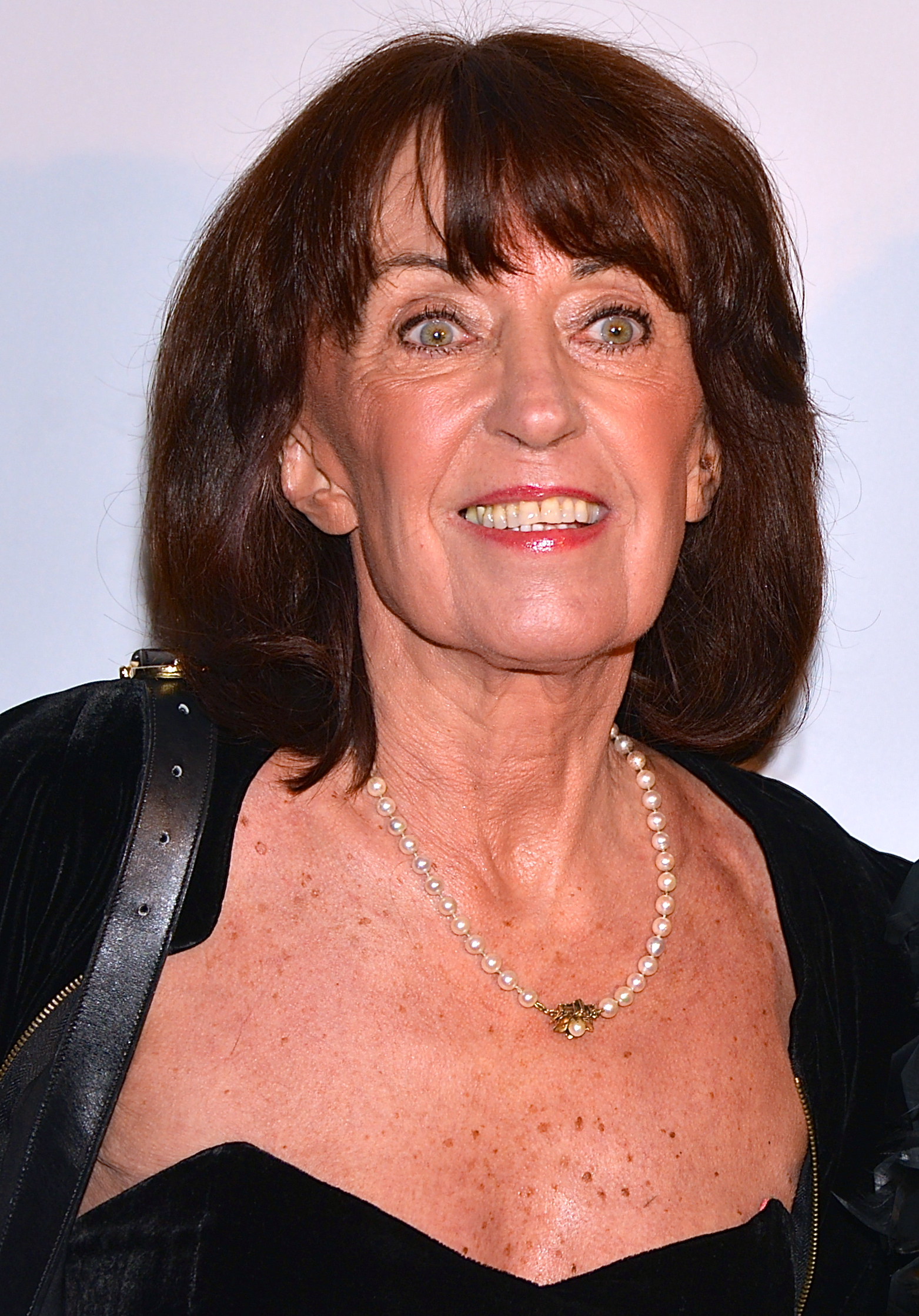
Leonore Ekstrand, 2013.

Leonore, alternativ stavning Leonor, Lenore och Leonora,  är ett kvinnonamn som är en kortform av Eleonora. De har sina ursprung antingen i Aliénor som är ett medeltida provenscalskt namn eller ur det forngrekiska Helena. Betydelsen tros vara ljus, solljus eller starkt sken i båda fallen.
Namnet bars av 128 personer i Sverige 26 februari 2014 när det tillkännagavs att prinsessan Madeleines dotter fått namnet.
I den finlandssvenska namnsdagslängden har Leonora namnsdag 11 juli sedan 1950.

## Personer med namnet Leonore
- Prinsessan Leonore (född 2014), svensk prinsessa
- Leonore av Oranien-Nassau (född 2006), dotter till Willem-Alexander av Nederländernas bror Constantijn av Nederländerna (och sexmänning till svenska prinsessan Leonore)
- Leonore Ekstrand (född 1949), svensk skådespelerska
- Anna Leonore König (1771–1854), svensk sångerska och klaverspelare och ledamot av Kungliga Musikaliska Akademien

## Personer med namnet Lenore
- Lenore Zann (född 1959), australisk skådespelare
- Lenore Kight född 26 september 1911-2000

## Personer med namnet Leonor
- Leonor av Spanien (född 2005), äldsta barn till Felipe VI av Spanien och nummer ett i den spanska tronföljden (och sexmänning till svenska prinsessan Leonore)
- Leonor Varela (född 1972), chilensk skådespelerska och fotomodell
- Leonor de Almeida Portugal (1750–1839), portugisisk poet och målare
- Leonor Telles (1350–1405), drottning och senare regent av Portugal
- Leonor Michaelis (1875–1949), tysk-amerikansk biokemist

## Personer med namnet Leonora
- Leonora Jakupi (född 1979), kosovoalbansk sångerska
- Léonora Miano (född 1973), fransk-kamerunsk författare
- Leonora Poloska (född 1982), albansk sångerska
- Leonora Carrington (1917–2011), brittiskfödd mexikansk konstnär och författare
- Leonora Christina (1621–1698), dansk adelsdam, dotter till Kristian IV av Danmark
- Leonora Baroni (1611–1670), italiensk sångerska, musiker och kompositör
- Leonora Dori (1568–1617), gunstling till den franska regerande drottningen Maria av Medici
- Leonora av Viseu (1458–1525), portugisisk drottning